# 台鐵觀光列車

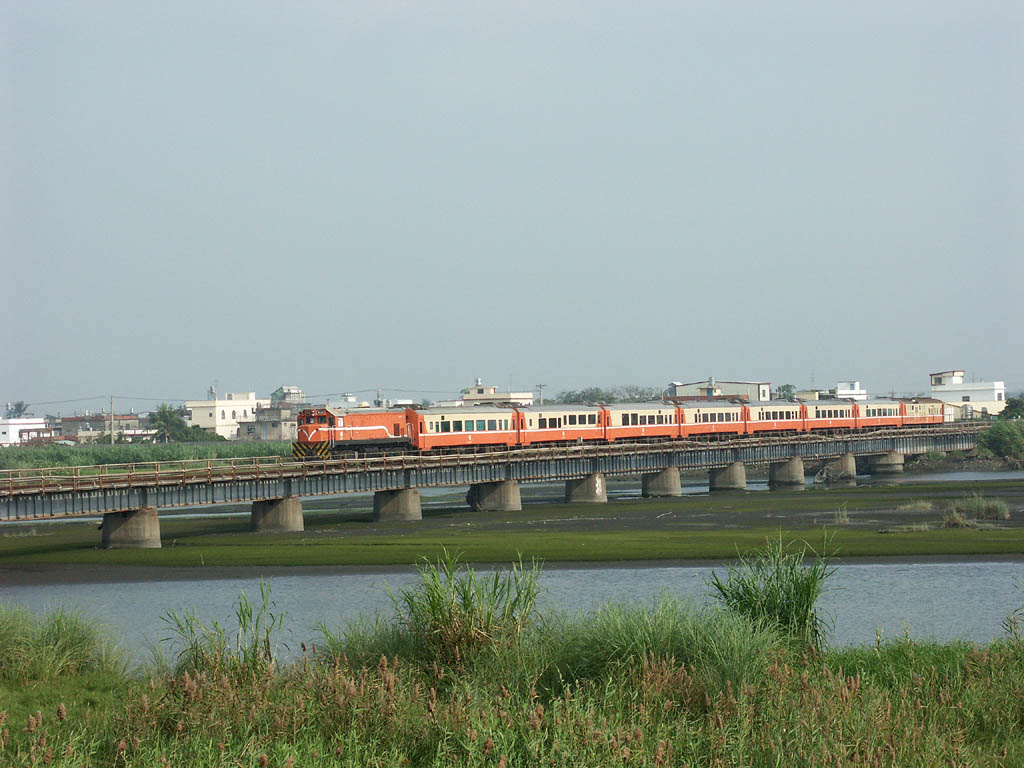
環島之星觀光列車

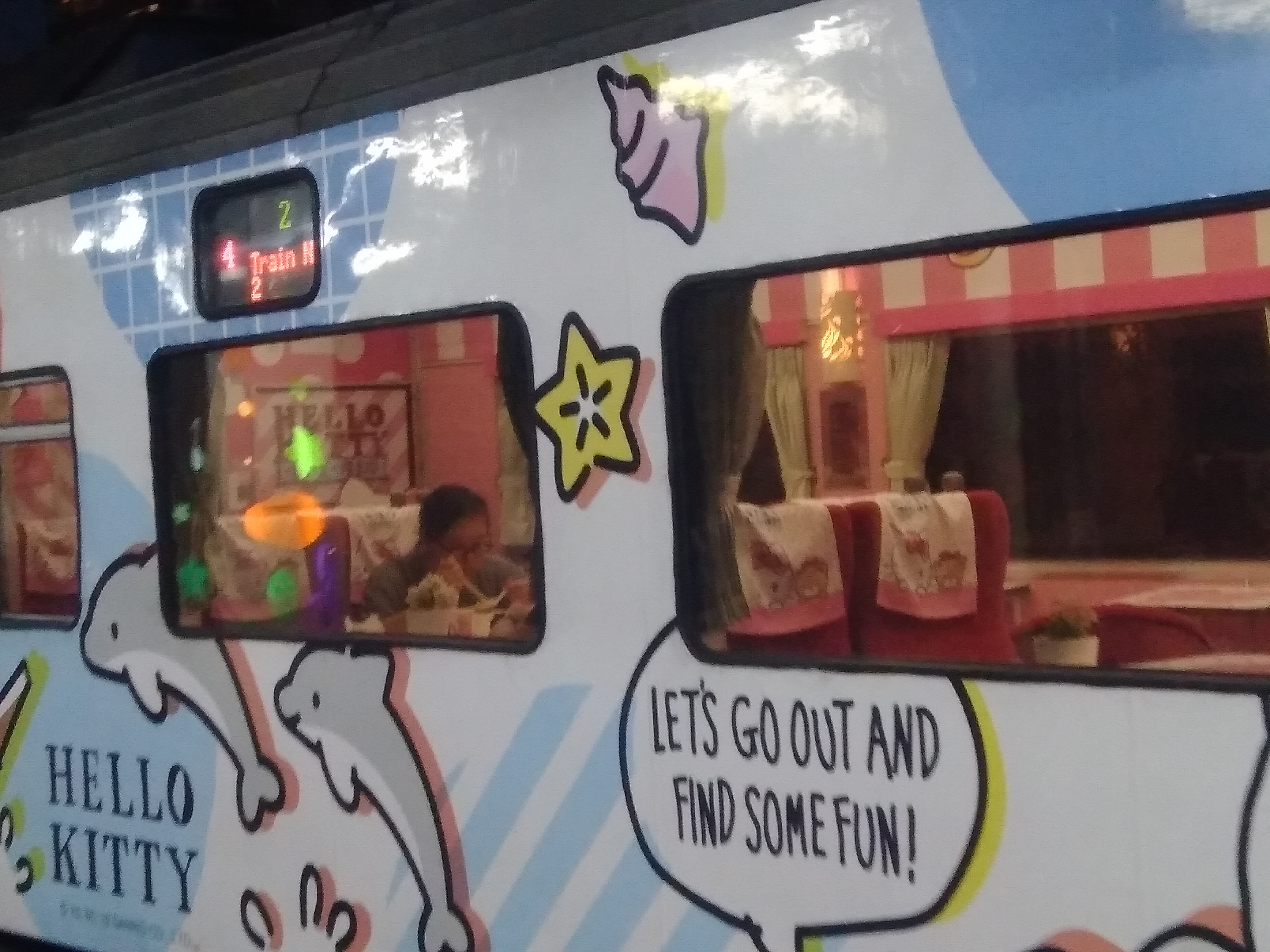
台鐵觀光列車2次車，第四節車廂

觀光列車是臺灣鐵路公司（原臺灣鐵路管理局，略稱臺鐵或臺鐵局）的特殊客運列車種類之一，主要以包車方式由民間團體或個人承攬，該服務於2001年9月正式開行。2007年起台鐵先將觀光列車的車種分為行駛西部的「總裁一號」和東台灣的「東方美人號」及「洄瀾阿美號」，之後整併為「環島之星」觀光列車，列車分別以1次及2次每日環島行駛。觀光列車使用的牽引機車以電力機車為主，車廂主要使用10500/10600型莒光號車廂。2020年12月31日「鳴日號」觀光列車加入營運。

## 車種

### 環島之星
環島之星是每日固定行駛的觀光列車，兩列車分別由台北出發，1次逆時針、2次順時針繞行台灣，配有商務車廂、觀景吧檯、KTV車廂、活動餐車，由易遊網公司承包，需搭配套裝行程。另外加掛3節車廂供台鐵自行營運，不發售無座位車票。2022年10月31日起因合約到期暫時停止營運。
台鐵「環島之星」的營運經營權，再次由易遊網旅行社取得，2023年1月19日起整裝重新營運。

### 鳴日號
鳴日號列車「The Future」，是臺灣鐵路管理局所轄車種之一，其塗裝可分為「夕景」、「海風」、「山嵐」，其中「夕景」編組由E200、E400電力機車（E237－E239、E405、E417）以及10500型客車（BCK10600/10700、DC10500、PC10500）組成，2019年12月至2020年12月間開放團體包車、商務專車出租業務，2021年起改由雄獅旅遊營運。
海風號/山嵐號採用EMU500型電聯車改裝，每列4節車廂提供60到62個座位。海風號自2024年12月7日起行駛於新竹至台中之間的海線路段，2025年4月11起新增南港往返宜蘭路線。山嵐號自2025年4月19日起行駛路線涵蓋花蓮至池上。

### 藍皮解憂號
藍皮解憂號列車「Breezyblue」，13輛TPK/SPK藍皮普通車由秦陽機械廠整修後，2021年10月23日起以觀光列車名義行駛南迴線，同樣由雄獅旅遊營運中。

### 仲夏寶島號
仲夏寶島號「Summer Formosa」，活動起初為102年臺鐵CK124與日本JR北海道C11型冬季濕原號蒸汽機車締結姊妹車1週年所開行，CK124現位於彰化扇型車庫。103年首次將蒸汽火車專列活動移往花東地區開行，使用的是CT273蒸汽機車，並沿用仲夏寶島號的名稱，往後每一年仲夏寶島號即固定於6~7月間擇三週末假花東間開行，並停靠特色車站，2021年，因CT273檢修，於是改使用DT668+DR3100的組合。至此所有保存的蒸汽火車皆已跑過仲夏寶島號。
由於蒸汽機車沒有配備ATP系統，因此蒸汽機車後端與電源行李車前端之間，或編組尾端需加掛R100柴電機車，作為信號控制及牽引動力來源，將固定使用海軍藍塗裝之柴電機車。

### 鑽石奢華寢台列車
頂級豪華的「鑽石奢華寢台列車」，未來能讓旅客躺在車內看星空，提供如嵐山小火車、九州由布院之森列車、四國伊予灘物語等，令人印象深刻的體驗與服務。

### 3000型觀光列車
3000型觀光列車「EMU3000 Tourism Version」，是因應台鐵新城際列車EMU3000陸續交車，台鐵於2021年秋季提到，50列當中有4列設定為「觀光型」，依照合約要求2022年底前提前交付1列，預計2022年底、2023年初接替鳴日號商務專車再度開放團體包車、商務專車出租業務，車身色帶為四彩的混合設計，編組為EMU3230～EMU3260。

## 觀光列車使用之鐵路車輛
觀光列車使用的車輛主要為莒光號FPK10500、FPK10600、BCK10600、BCK10700、DC10500、PC10500型編組行駛。FPK為一般型莒光號車廂，配置2+2排的座椅；BCK則為台鐵最高級之商務艙，座椅寬大為2+1，BCK10700沒有腳踏板；DC為餐車，提供簡單餐飲服務；PC為客廳車，設有卡拉OK歡唱服務；而餐車的客位均改為客廳車使用。前述車廂均為由車頂冷氣復興號車廂改造而來。
由於2020/12/23環島鐵路電氣化全部完工，故行駛西部幹線，宜蘭線，北迴線
，臺東線，南迴線均由電力機車牽引。
目前除了定期行駛的列車之外，另開放民間租用，稱為「商務專列」、以自強號票價收費。
曾經出現過的其他型式的觀光列車，有使用DMU2900型自強號改裝的嘟嘟列車，及DRC1000型冷氣柴客貼上貼紙的平溪線觀光列車。
台鐵新購50列EMU3000陸續交車，訂單當中4列設定為「觀光型列車」。

## 定期觀光列車

### 旅行社承攬
- 1次（逆時針方向行駛）／2次（順時針方向行駛）：台北＝台中＝高雄＝台東＝花蓮＝臺北（1次）／台北＝花蓮＝台東＝高雄＝台中＝臺北（2次），為環島之星一號、二號。
  - 目前環島列車：
  - 1次列車停靠站：板橋、桃園、新竹、台中、彰化、斗六、嘉義、台南、新左營、高雄、屏東、潮州（司機員與列車長換班，不辦理客運業務）、枋寮、知本、台東（更換機車頭）、鹿野、關山（臨停交會，不辦理客運業務。）、池上、玉里、林榮新光、花蓮、礁溪、台北。
  - 2次列車停靠站：礁溪、花蓮、林榮新光、玉里、池上、鹿野、台東（更換機車頭）、知本、枋寮、潮州（司機員與列車長換班，不辦理客運業務）、屏東、高雄、新左營、台南、嘉義、斗六、彰化、台中、新竹、桃園、板橋、台北。另於后里停車待避288次不辦理客運業務。

- 2020年12月23日南迴線電氣化通車後全程以電力機車牽引，但仍於台東更換本務機，減輕電力機車頭負擔。
- 前身為「總裁一號」、「東方美人號」、「南迴之星」及「花蓮觀光列車」，目前台鐵縮短預購時間為十天（含開車當日）。

| 車次＼停靠站 | 台北  | 板橋  | 桃園  | 新竹  | 台中  | 彰化  | 斗六  | 嘉義  | 台南  | 新左營 | 高雄  | 屏東  | 枋寮  | 知本  | 台東            | 鹿野  | 池上  | 玉里  | 瑞穗  | 林榮 新光 | 花蓮            | 礁溪  | 台北  |
| 1次→         | 06:22 | 06:32 | 06:53 | 07:32 | 08:37 | 08:54 | 09:30 | 09:54 | 10:39 | 11:08  | 11:18 | 11:36 | 12:15 | 13:28 | 13:48到 14:08開 | 14:22 | 14:51 | 15:13 | 15:42 | 16:10     | 16:34到 16:39開 | 18:07 | 19:29 |
| 2次←         | 21:44 | 21:31 | 21:09 | 20:31 | 19:18 | 19:00 | 18:19 | 17:55 | 17:11 | 16:40  | 16:29 | 16:06 | 15:21 | 13:49 | 13:11到 13:35開 | 13:56 | 12:33 | 12:12 | 11:54 | 11:25     | 10:59到 11:02開 | 09:30 | 08:10 |
| ------------ | ----- | ----- | ----- | ----- | ----- | ----- | ----- | ----- | ----- | ------ | ----- | ----- | ----- | ----- | --------------- | ----- | ----- | ----- | ----- | --------- | --------------- | ----- | ----- |

- 自2010年4月10日起，易遊網再次標得經營權，隨車服務人員和車上卡拉OK等設備同步恢復；同時，附掛於環島之星後6~8車之經濟艙客車更改為台北＝台中＝高雄＝台東＝花蓮區間售票，以三節FPK10500型客車營運，並於花蓮進行車廂摘除（1次）或增掛（2次）作業。

- 1次/2次的BCK商務車廂，第1～2車為台北─礁溪─花蓮間使用，於花蓮進行車廂摘除（1次）或增掛（2次）作業。
  - 本列車於2014年5月16日起，於第6節車廂加掛新餐車（HELLO KITTY貓塗裝的DC10507或DC10508），原附掛於6、7、8車之經濟艙車廂移至第7、8、9車。

- 自2018年4月18日起，由於舊約到期，台鐵又將在年底大改點，暫時無法換約，以短租型態維持，並變更列車編組：
  - 3、4車：旅行社短租商務車及餐車，5車：保留給新餐車（改階作業中常缺號），6車：散客商務車，7～10車：散客莒光號（不開放無座位車票）。
  - 全數車廂均行駛台北＝台北全區間，並指定6車售票代碼為51F次／52F次。

- 自2018年8月8日起取消6車的51F次／52F次，莒光號改為6～9車

- 林榮新光站自2018年7月10日起停靠

- 自2018年9月1日起，環島觀光列車附掛之51及52次自由行莒光號車廂（第7、8、9節）更改車次名為1次及2次。

- 自2019年2月2日起，1次偶爾會於連續假期增停宜蘭車站。

- 自2019年12月20日起，自由行莒光號車廂改為第1、2、3車。

- 自2021年5月21日至8月9日，因COVID-19疫情影響，1次、2次觀光列車停駛。

- 自2022年10月31日起，環島觀光列車1、2次暫時停駛，未來不會再販售自由行車票[13]。

- 2023年1月19日起，易遊網再次標得經營權[4]，取消販售自由行車票，並變更列車編組：
  - 1車：新餐車（DC10507或DC10508），2車：餐車，3～6車：商務車。

- 自2023年10月25日起，增停瑞穗車站。

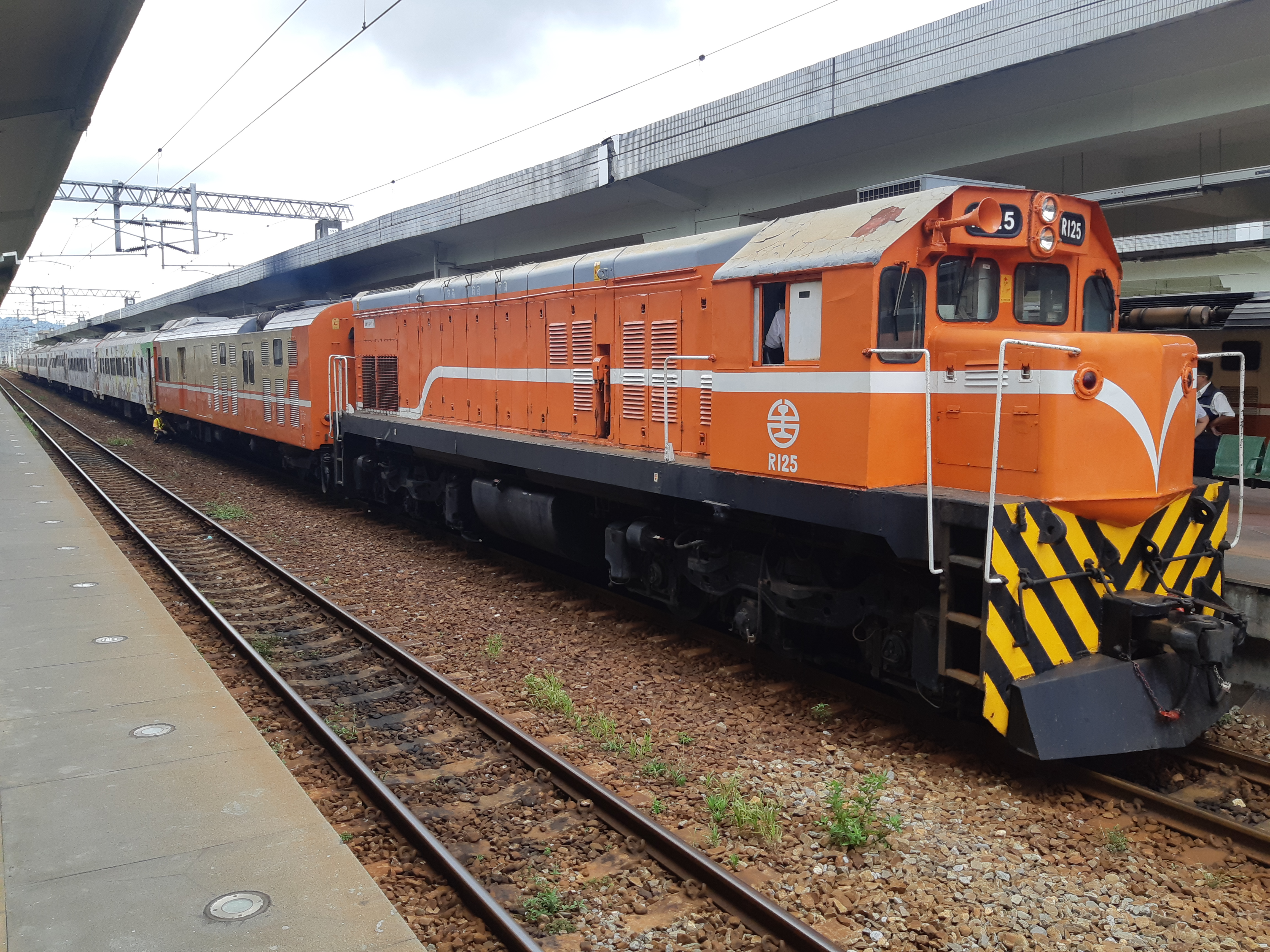
台東車站內更換柴電機車頭的環島觀光列車
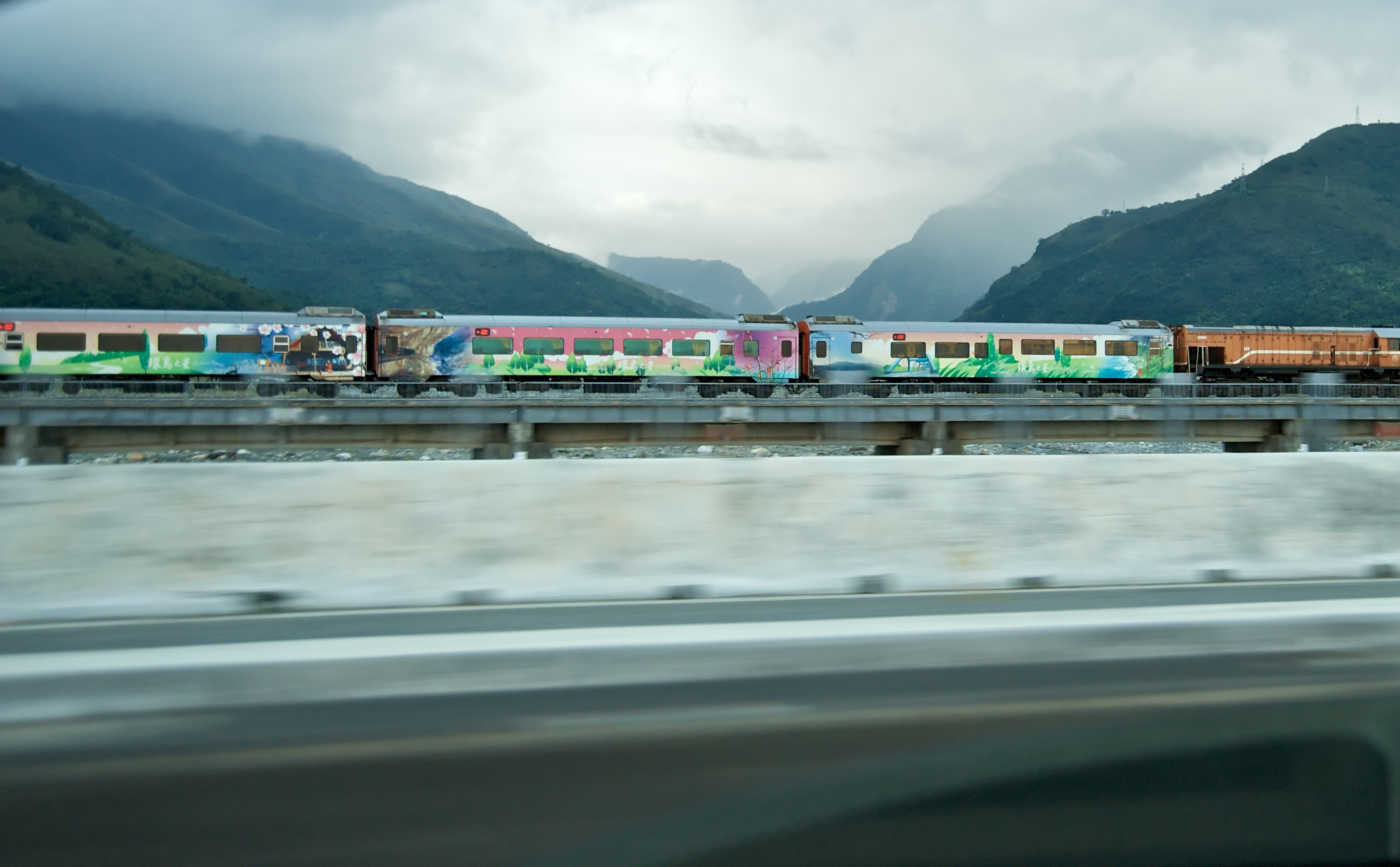
從公路上的轎車窗口看環島之星
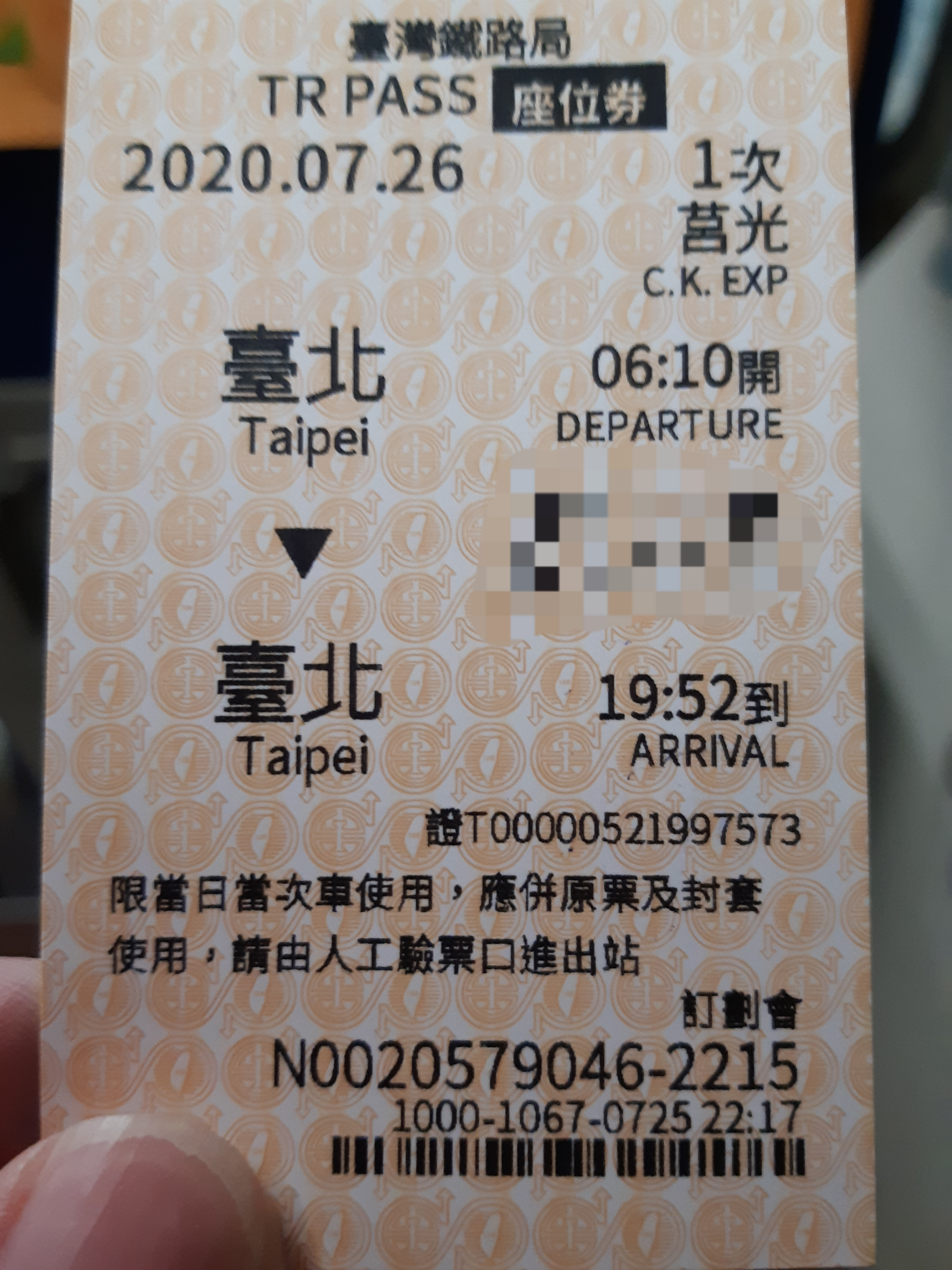
環島觀光列車可買到全程車票（圖為1次）
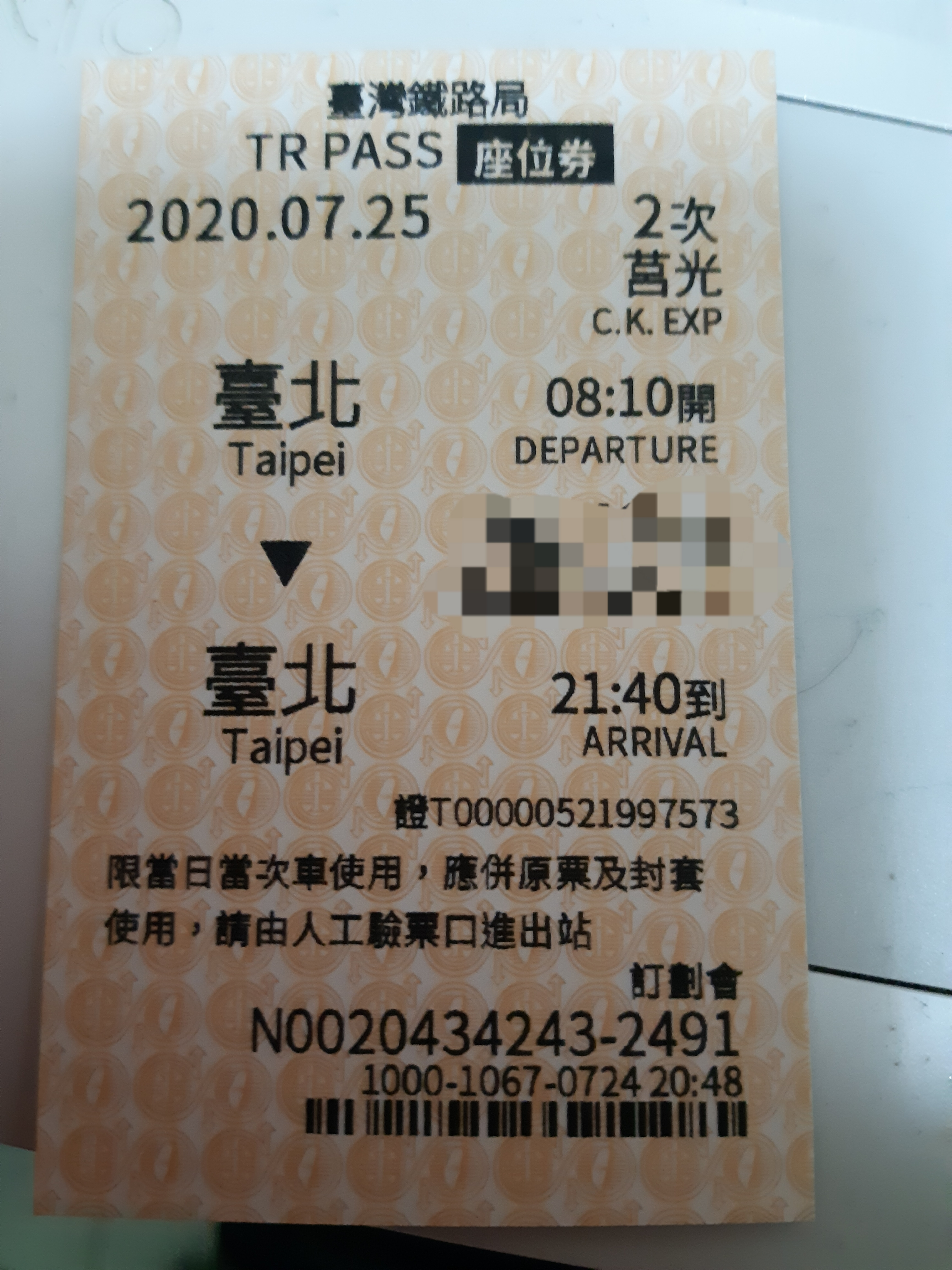
環島觀光列車可買到全程車票（圖為2次）
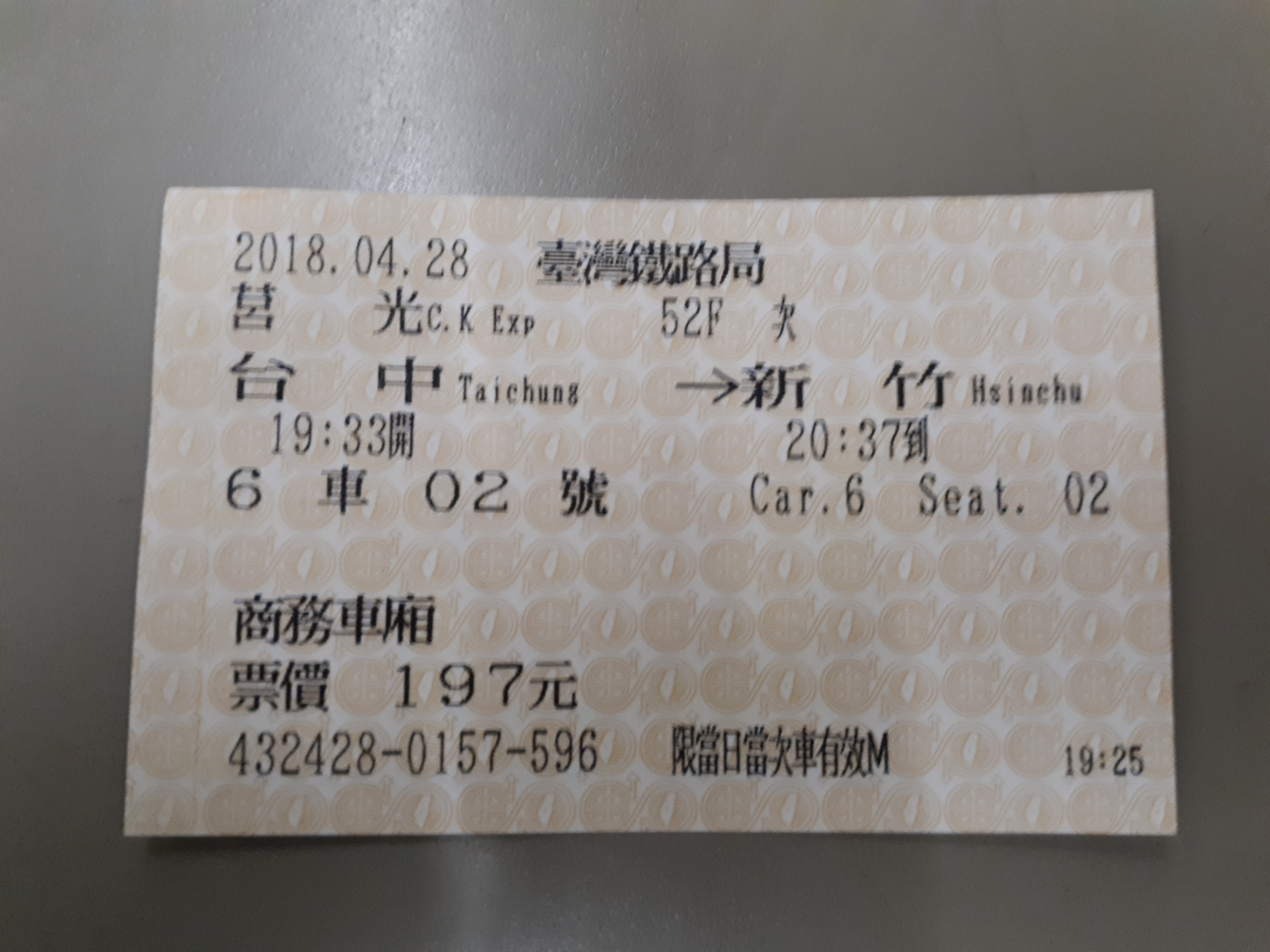
2018年環島觀光列車商務車廂開放一般旅客搭乘期間，以車次後方加F與一般車廂區隔，並以自強號票價收費

## 定期團體列車
本列車由台鐵自行規畫，定期行駛之團體列車。

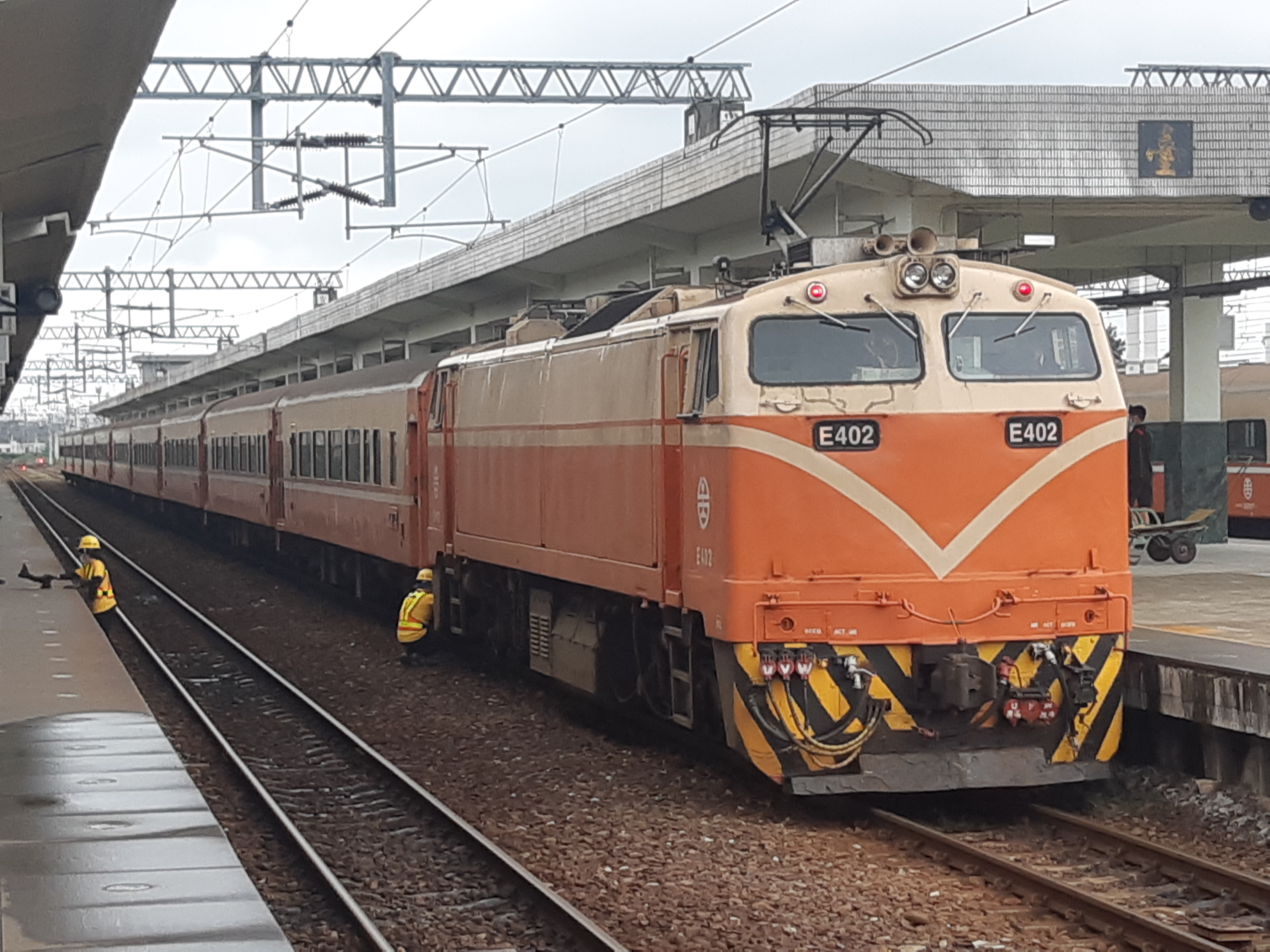
台東車站內即將發車的81次團體列車，其外觀與一般莒光號無異

2020年8月前，兩個月前可受理十一人以上的團體包租，剩餘座位於開車14天內（含開車當日）開放一般民眾訂票。
2020年8月起，團體包租受理期限改成35天前截止，剩餘座位開放一般旅客訂票期間與其他對號列車相同。
- 31／32次：樹林－花蓮（使用DR2800型柴聯車編組，名義上為不定期開行，然而在DR2800退役後實質廢止）
- 81／82次：台東－樹林（使用自動門莒光號編組+兩鐵車廂3輛，名義上為不定期開行，不過2021年12月改點後便不曾開行）
- 21／22次：台東－樹林（使用EMU3000，2022年2月3日起開行，逢週五～日行駛，開行初期曾使用EMU3000特仕車、TEMU1000行駛）

團體列車不發售無座票，亦不提供持學生版TR-Pass旅客搭乘，持一般版TR-Pass旅客須劃位始得搭乘。

## 已停駛之觀光列車
- 1次／2次：台北－枋寮總裁一號

之前稱為墾丁之星，整編為環島之星。
- 3次／4次：高雄－台東南迴之星。

整編為自強號303／324次。
- 5次／7次／8次／10次：台北－花蓮－台東－高雄－彰化－台北寶島之星。

四天三夜環島列車，台鐵無售票，因載客不佳而停駛。
- 79次／80次：台北－台東東方美人號。
  - 台北－花蓮（經濟艙），該等車廂於花蓮解連或連掛。
  - 台北－台東（頭等艙），台鐵售票代號：2079／2080，易遊網售票代號：79／80。

之前稱為溫泉公主號，合併開行更早開始的花蓮觀光列車，整編為環島之星。
- 2855次／2866次：台北－花蓮洄瀾阿美號。

巨冠旅行社「國光假期」包租，臺鐵無售票。
- 3233次／3236次：板橋－菁桐平溪線觀光列車。

縮短至八堵發車，取消觀光列車性質
- 嘟嘟列車：使用DR2900型自強號車廂改裝的車廂，行駛高雄臨港線。

由麥當勞餐廳協辦，已於2006年3月1日停駛，2006年6月3日及6月4日分別行駛內灣線及南迴線的民間包車後回到花蓮機廠，拆除內裝，回復到一般客車。
- 5931／5932次：花蓮－台北洄瀾之心。
  - 由花蓮縣旅館商業同業公會透過花蓮怡園渡假村租用列車行駛，須向花蓮地方旅宿業者以車加酒方式訂票。
  - 原訂行駛期間為2018年2月10日至隔年2月9日，因發生2018年花蓮地震而將首航延後至同年6月30日。
  - 配合災後重建，便利地方觀光業者行銷攬客重拾信心，3月1日至6月29日由臺鐵以團體列車模式代辦31／32次填補空缺。
  - 因搭乘率不足，2019年1月14日提前解約。未售出的座位由台鐵自行發售，於2019年3月4日停駛。
  - 原5931次之行點，於同年6月19日的時刻調整中，以233次（花蓮＝樹林，週日行駛）填補，但不再作為觀光列車
  - 固定使用TEMU2035+2036（普悠瑪自強號第18編組），車身與車內並加上彩繪塗裝，目前已卸除。

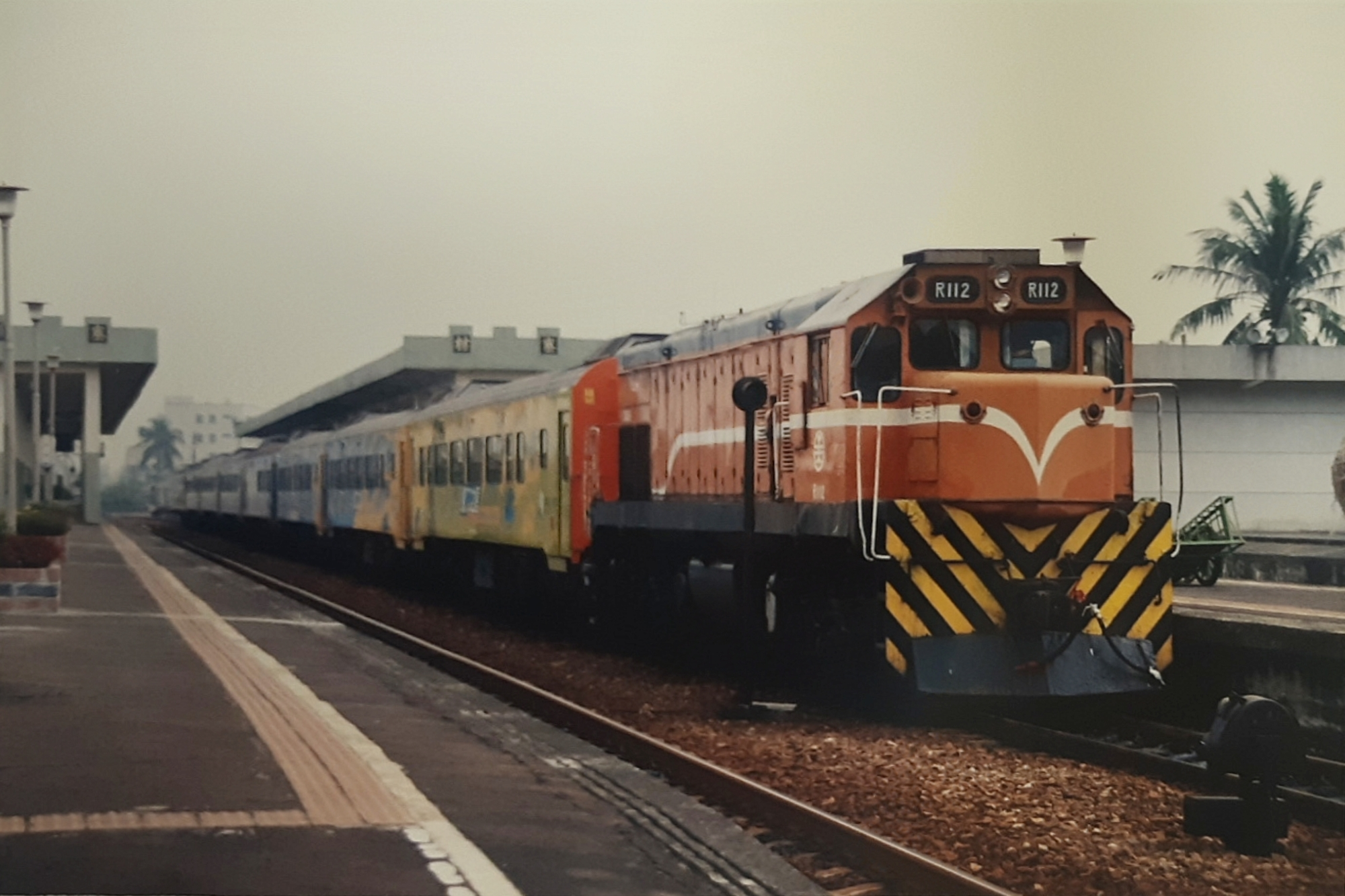
停在枋寮站的墾丁之星觀光列車
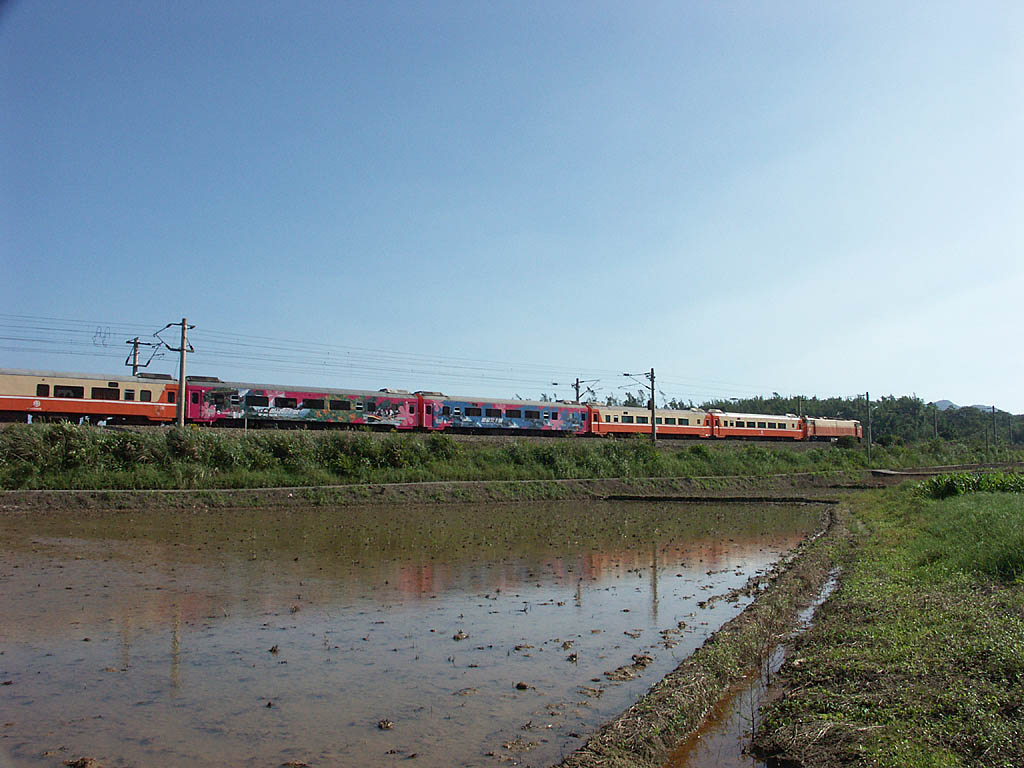
花蓮觀光列車／溫泉公主號
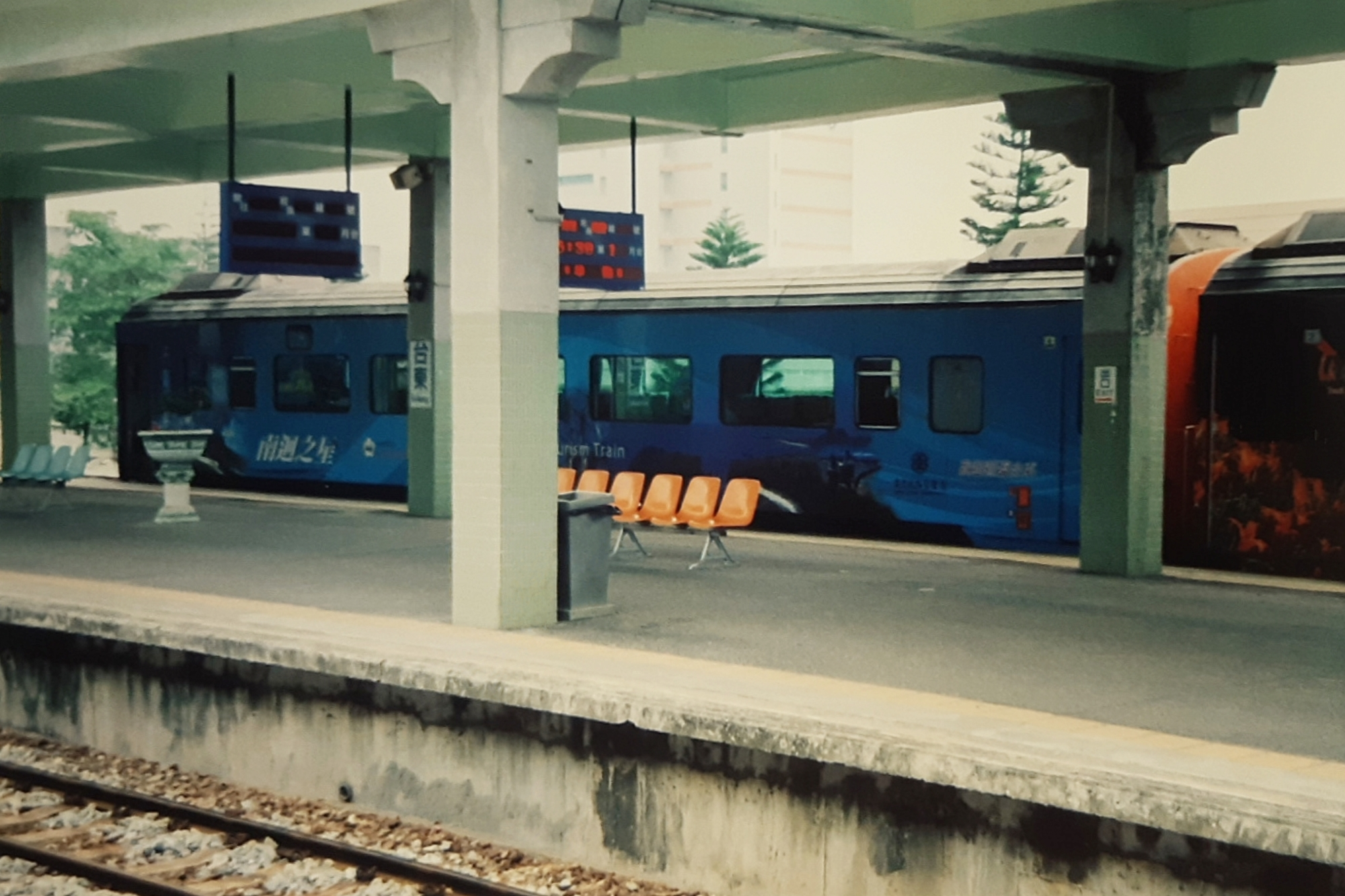
南迴之星觀光列車彩繪車廂
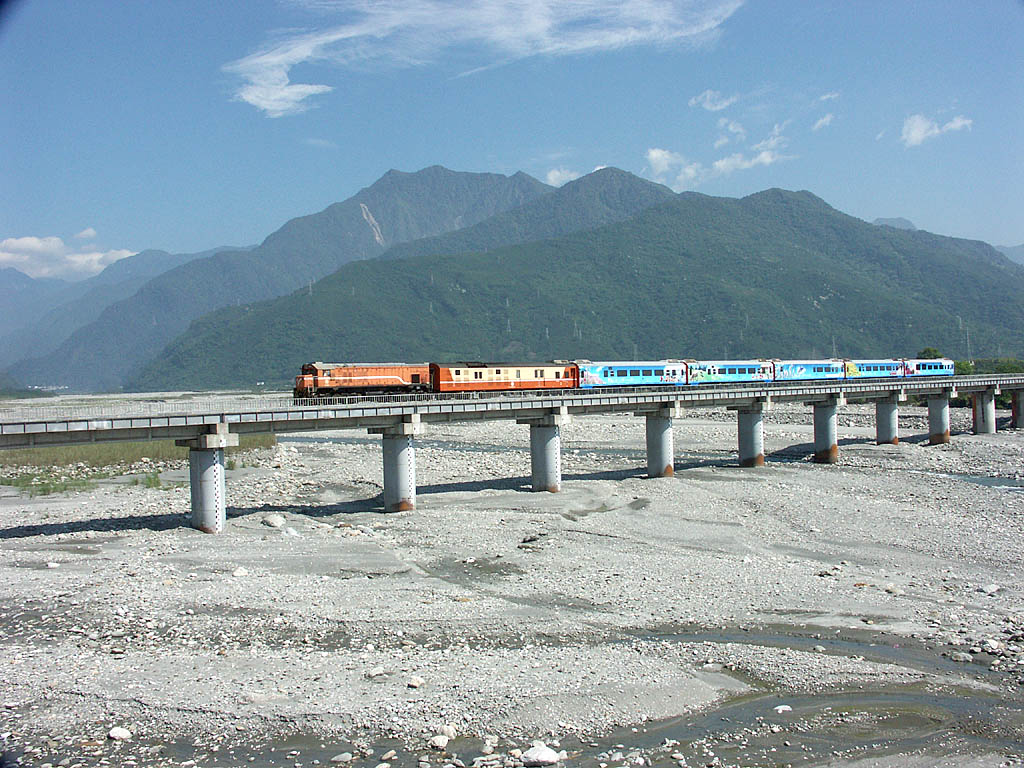
寶島之星
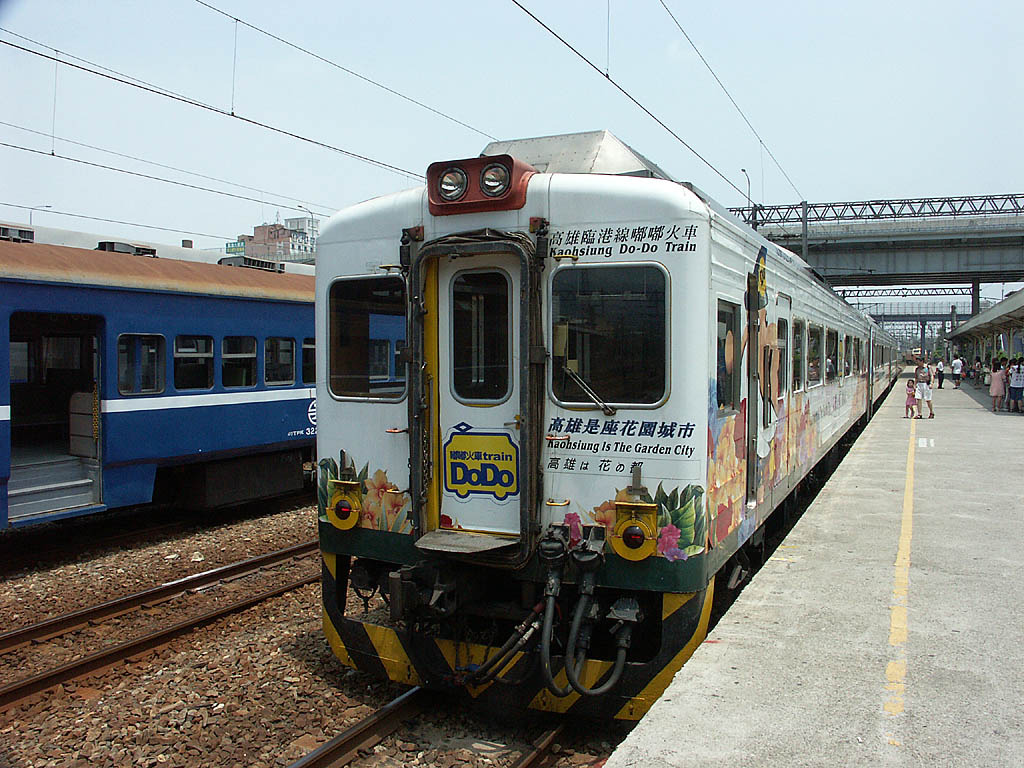
嘟嘟列車
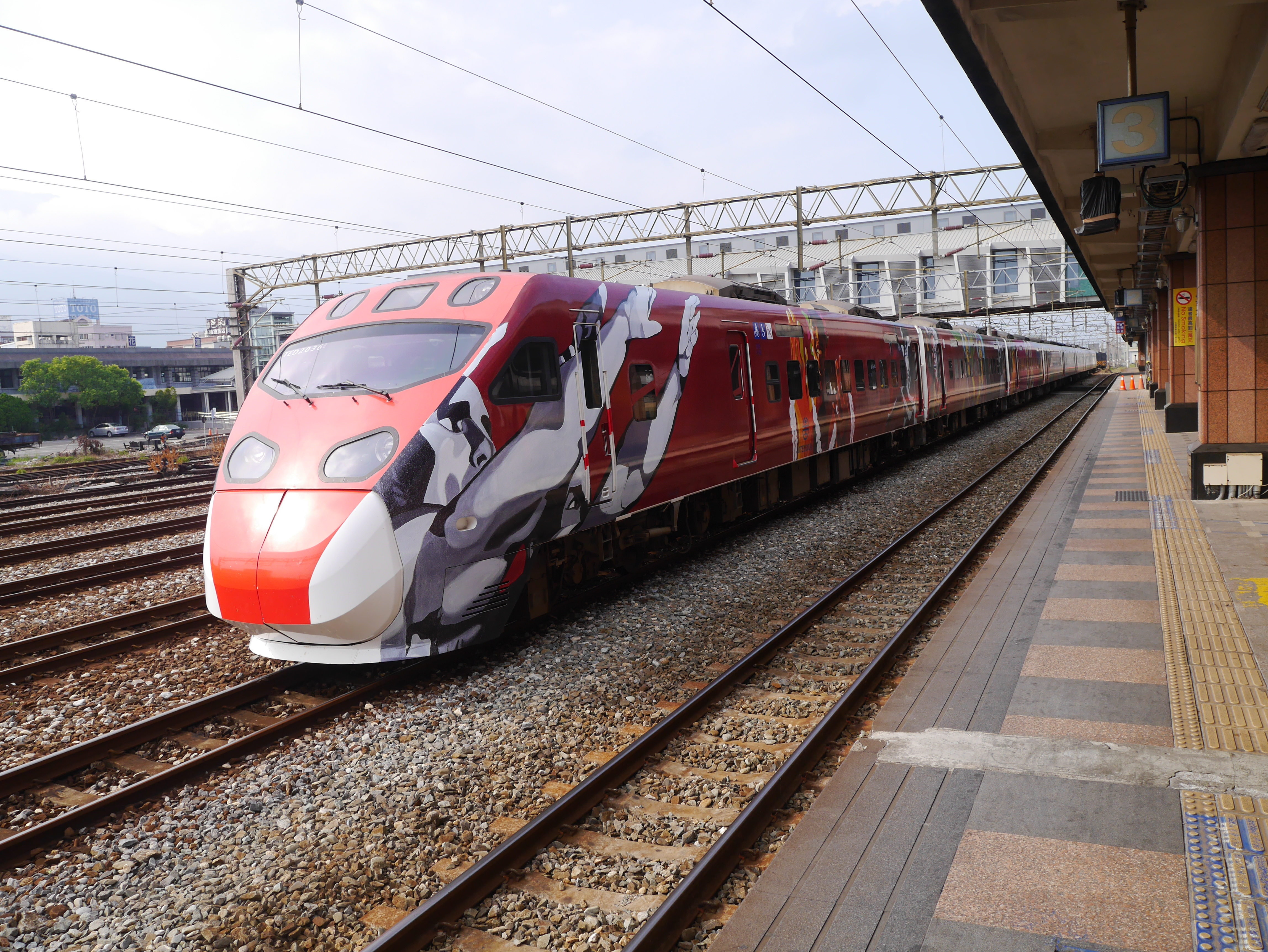
洄瀾之心

## 郵輪式列車

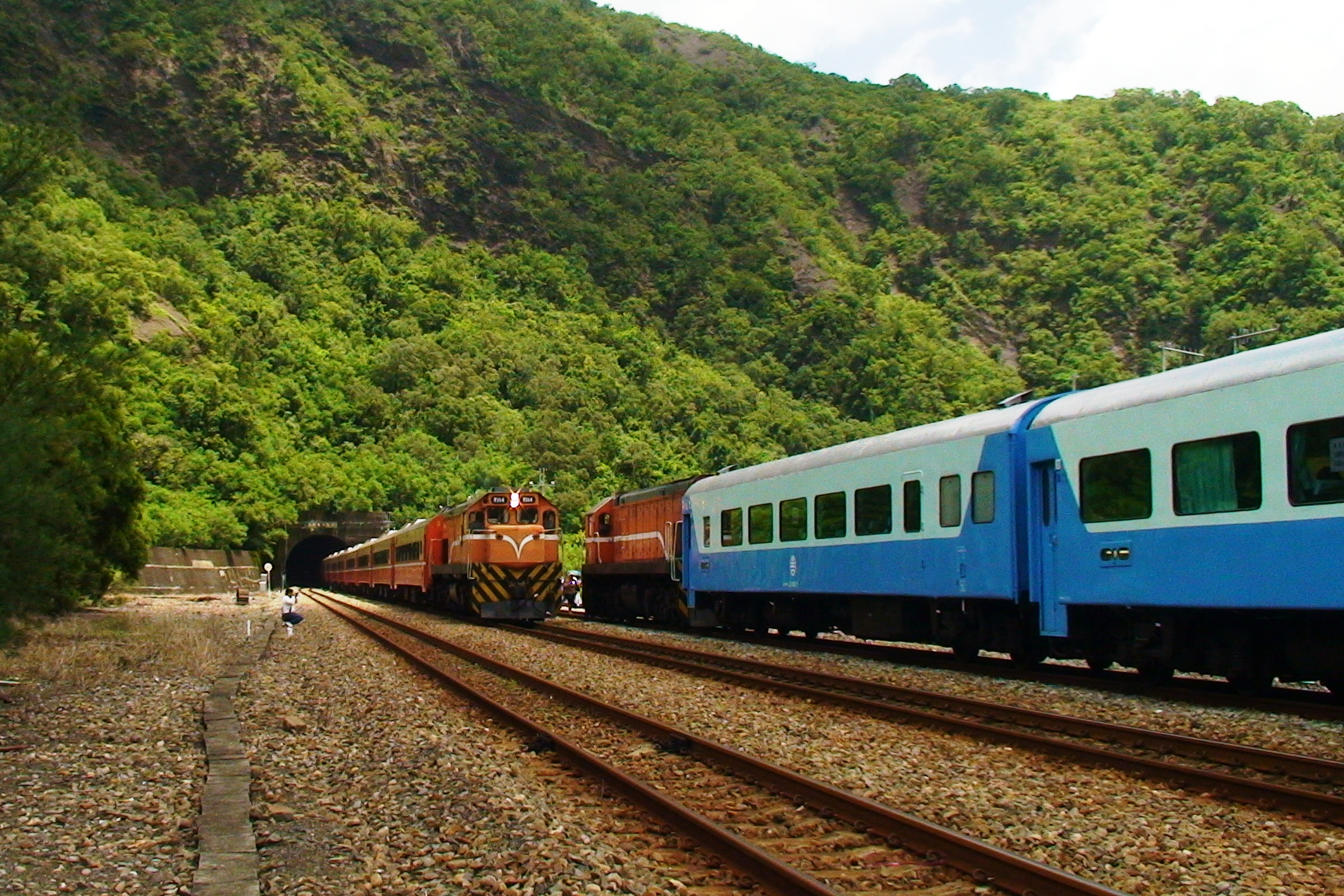
枋野車站列車交會
南迴線郵輪式列車首航時

郵輪式列車為台鐵自2008年8月11日起，模仿郵輪長時間停留站點，讓旅客有足夠時間遊憩，再繼續上路的旅遊方式的旅客列車。初期常以復興號客車行駛，目前則以車身彩繪的FPK11500/10500型（一、二代）及FPK11600/10600型（三代）莒光號車廂擔任。
訂票方式與一般旅客列車相同，為區隔於一般列車，目前車次被分配在5800～5899之間；與一般車票不同的是，付款取票時不開放中國信託網路付款及多功能售票機付款取票、中國信託自助取票機付款取票與郵局付款取票。

## 外部連結
- 臺鐵網站 （页面存档备份，存于）
- 環島之星萌旅號號 ezTravel易遊網
  - 台鐵郵輪 （页面存档备份，存于）
  - 最新消息─全新彩繪郵輪列車亮相 （页面存档备份，存于）
- 迷走客.臺灣鐵路「莒光號 51」臺北、花蓮（山線）自由行爽度最高觀光列車「環島之星」發現火車 （页面存档备份，存于）.鷹眼觀察.2017-10-13